# Тищенко (село)
Тищенко (каз. Тищенко) — село в районе Магжана Жумабаева Северо-Казахстанской области Казахстана. Входит в состав Чистовского сельского округа. Код КАТО — 593685200.

## География
Расположено около озера Медвежье.

## Население
В 1999 году население села составляло 227 человек (113 мужчин и 114 женщин). По данным переписи 2009 года в селе проживал 151 человек (87 мужчин и 64 женщины).